# Nao Shikata
Nao Shikata (四方 菜穂 Shikata Nao?,  nacido el 5 de noviembre de 1979 en Kanagawa) es una exfutbolista japonesa que jugaba como defensa.
Shikata jugó 8 veces para la selección femenina de fútbol de Japón entre 2001 y 2006. Shikata fue elegida para integrar la selección nacional de Japón para los Copa Asiática femenina de la AFC de 2001 y 2006.

## Trayectoria

### Clubes
| Club             | País  | Año         |
| ---------------- | ----- | ----------- |
| Nippon TV Beleza | Japón | 1995 - 2007 |

### Selección nacional
| Selección | País  | Año         |
| --------- | ----- | ----------- |
| Absoluta  | Japón | 2001 - 2006 |

## Estadística de equipo nacional
| Selección femenina de fútbol de Japón | Selección femenina de fútbol de Japón | Selección femenina de fútbol de Japón |
| Año                                   | Partidos                              | Goles                                 |
| ------------------------------------- | ------------------------------------- | ------------------------------------- |
| 2001                                  | 3                                     | 0                                     |
| 2002                                  | 0                                     | 0                                     |
| 2003                                  | 0                                     | 0                                     |
| 2004                                  | 1                                     | 0                                     |
| 2005                                  | 2                                     | 0                                     |
| 2006                                  | 2                                     | 0                                     |
| Total                                 | 8                                     | 0                                     |